# Dicrotendipes kribiicola
Dicrotendipes kribiicola är en tvåvingeart som först beskrevs av Jean-Jacques Kieffer 1923.  Dicrotendipes kribiicola ingår i släktet Dicrotendipes och familjen fjädermyggor. Inga underarter finns listade i Catalogue of Life.